# Partido judicial de Las Palmas de Gran Canaria
El Partido judicial de Las Palmas de Gran Canarias es uno de los 19 partidos judiciales en los que se divide la comunidad autónoma de Canarias , siendo el partido judicial n.º 2  de la provincia de Las Palmas y uno de los 7 partidos judiciales de dicha provincia.
El ámbito territorial, que viene regulado por el Real Decreto 529/1983, de 9 de marzo, comprende los municipios de :
Las Palmas de Gran Canaria, Santa Brígida, Vega de San Mateo